# Гватемальско-тайваньские отношения
Гватемальско-тайваньские отношения — двусторонние дипломатические отношения между Гватемалой и Китайской Республикой (Тайванем). Отношения были установлены 22 декабря 1934 года.

## История отношений
Отношения между странами были установлены 22 декабря 1934 года.
18 марта 2014 года бывший президент Гватемалы Альфонсо Портильо Кабрера признал себя виновным в Федеральном окружном суде Манхэттена по обвинению в получении взяток в обмен на признание Китайской Республики. Президент Отто Перес Молина заявил, что отношения Гватемалы с Тайваня были и остаются крепкими, и что признание Портильо не повлияет на дипломатические отношения между двумя странами. Министерство иностранных дел Тайваня отказалось от комментариев.
В 2015 году вице-президент Хуан Альфонсо Фуэнтес Сория посетил Тайвань и встретился с президентом Ма Инцзю.
В 2022 году министр иностранных дел Гватемалы Марио Букаро заявил, что отношения между двумя странами крепкие.
В мае 2023 года президент Цай Инвэнь посетила Гватемалу и встретилась с президентом Алехандро Джамматтеи в храме I в Тикале. Её визит вызвал протест со стороны Китая.
В апреле 2023 года Джамматтеи посетил Тайвань. Китай оказал давление на Гватемалу перед визитом и выразил протест после визита. 

## Сельское хозяйство
Тайвань поддержал развитие сельских районов Гватемалы.

## Здравоохранение
Тайвань выделил 22 млн долларов США на строительство новой больницы в Чимальтенанго.

## Дипломатические миссии
- У Гватемалы есть посольство в Тайбэе[12]
- У Тайваня есть посольство в Гватемале[13]